# ناب داخلي

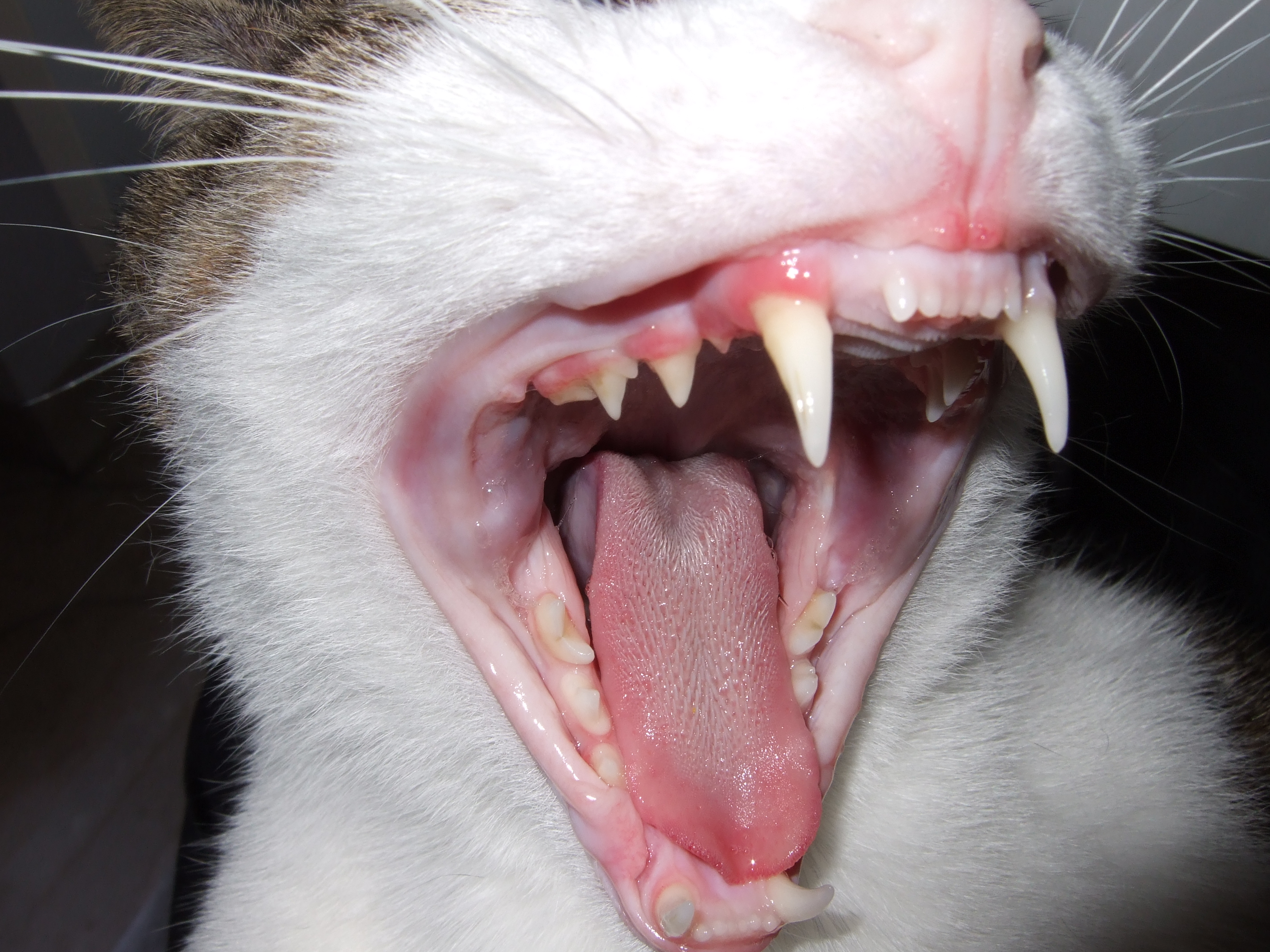
أسنان الناب (Canine tooth) الأربعة، في القطط المحلية. (أكبر أسنان من الصفوف العلوية والسفلية للأسنان.)

الناب الداخلي هو سن طويل مدبب. في الثدييات، الأنياب هي الأسنان الفكية (maxillary tooth) المعدلة، وتستخدم لقضم وتمزيق اللحم. في الثعابين، هي أسنان حاقنة بالسم (انظر سم الأفعى). العناكب لديها أيضا أنياب خارجية، والتي هي جزء من الخطاطيف (chelicerae).
الأنياب هي الأكثر شيوعا في الحيوانات آكلة اللحوم أو الحيوانات القارتة، ولكن بعض الحيوانات العاشبة، مثل خفافيش الفاكهة، لديها أيضا. وهي تستخدم عادة للسيطرة على الفريسة أو قتلها بسرعة، كما هو الحال في القطط الكبيرة. تستخدم الحيوانات القارتة، مثل الدببة، أنيابها عند صيد الأسماك أو غيرها من الفرائس، ولكنها ليست ضرورية لاستهلاك الفاكهة. بعض القردة لديها أيضا أنياب، والتي يستخدمونها للتهديد والقتال. ومع ذلك، لا تعتبر الأنياب القصيرة نسبيا في البشر أنياباً.

## روابط خارجية
- An overview of the diversity and evolution of snake fangs